# 細井和喜蔵
細井 和喜蔵（ほそい わきぞう、1897年（明治30年）5月9日 - 1925年（大正15年）8月18日）は、日本の文筆家である。京都府与謝郡加悦町加悦奥（現・与謝野町加悦奥）生まれ。

## 略歴
幼いときに両親と別れ、13歳の時には唯一の保護者だった祖母が死に、学校をやめて近くの丹後ちりめんの機屋の小僧となる。1912年ごろ大阪に出て、西成郡（現在の此花区）にあった紡績工場で織機の見習い職工として勤める。まもなく、草創期の労働運動にも参加するようになる。1920年に上京して、紡績工場に勤めるが、当時の労働運動のなかのいわゆる「アナ・ボル論争」の中で、実際の運動からは距離をおくようになる。そのころから雑誌『種蒔く人』の人たちと知り合い、文学の道に向かう。
1924年、藤森成吉の斡旋で紡績工場の現実をルポルタージュにした『女工哀史』を雑誌『改造』に発表し、翌1925年7月、単行本として改造社から刊行し、注目を浴びる。和喜蔵本人の職場経験あればこそのリアルな観察、古老からの聞き書き、妻としをの職場経験や、としをとの討論などが生かされ、内容は多岐にわたっている。
『女工哀史』を書きあげたあと、その小説版として『奴隷』と『工場』の原稿を書き終えたが、それはまだ初稿の段階であり、原稿を推敲し、修正を加える機会をもつことがないままに、1925年8月18日、急性腹膜炎にて死去した。
『女工哀史』に描かれた内容の多くを提供し、執筆に向かう和喜蔵を支えたのも妻としをであった。しかし、和喜蔵の死後、長男（暁）も生後1週間で死亡し、内縁の妻であったとしをが印税を受け取ることはなかった。

## 没後
没後、自伝的長編小説『奴隷』『工場』(扱われている時代は『奴隷』のほうが早いが、刊行は『工場』のほうが先である)を改造社から刊行した。『女工哀史』とあわせて、その印税が基金となって、東京の青山霊園に〈解放運動無名戦士墓〉がつくられ、現在も日本国民救援会が管理して毎年3月18日（パリ・コミューン記念日）に追悼祭をおこなっている。

## 著書
- 『女工哀史』改造社 1925　のち岩波文庫
- 『工場』改造社 1925　のち岩波文庫（『工場―小説・女工哀史2』、2018年12月）
- 『奴隷』改造社 1926　のち岩波文庫（『奴隷―小説・女工哀史1』、2018年10月）
- 『細井和喜蔵全集』全4巻 三一書房 1955-56
- 『細井和喜蔵集』　新日本出版社　1985（日本プロレタリア文学集）
- 『細井和喜蔵作品集』全4巻 復刻版 本の友社 2002

## 関連文献
- 高井としを『わたしの「女工哀史」』（草土文化、1981年、ASIN B000J7ZEP0）、のち岩波文庫（2015年、ISBN 978-4003811610）
- 中村政則『労働者と農民―日本近代をささえた人々』（小学館、1998年、ISBN 978-4-09-460110-7）